# 内基萨夜鹰

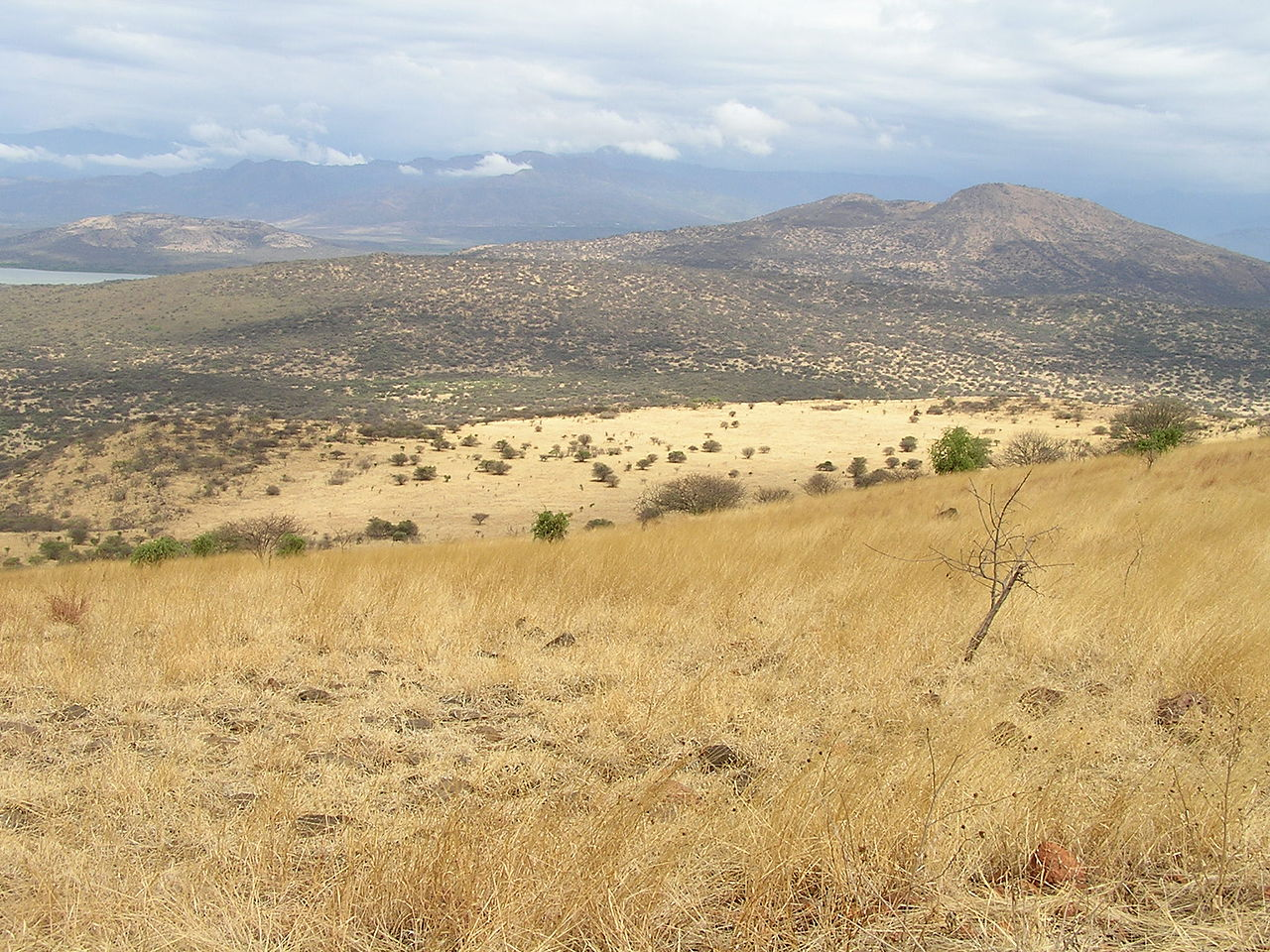
內基薩國家公園

是夜鷹目夜鷹科夜鷹屬下的一種鳥類。這個物種被認為是衣索比亞的一個特有種，但其所有資料僅來自於一塊自泥土中拾獲的左翅，且至今仍未有任何有效的目擊報告，因此被懷疑其有效性。其地位疑慮更進一步在2025年遭受挑戰：一份基因研究中稱該物種很可能為一雜交種，倘若該研究為真，則這片翅膀則會是舊世界夜鷹中的第一筆被確認的雜交紀錄。目前該標本的發現地區內基薩國家公園因過度放牧、伐木、火災等因素持續遭到破壞，因此内基萨夜鹰被國際鳥盟列為易危物種，且需要進一步的資訊評估其確切狀態。
這個物種是英國鳥類學家羅傑·薩福德等人根據在1990年9月時於衣索比亞內基薩國家公園中，據一個自土路中所拾獲的腐爛屍體，於1995年所描述的物種。該屍體自土壤中取出時隨即被風颳走其尾部羽毛，僅留下一片完整的翅膀。當下發現時，薩福德等人並未有確認其正確身分，但隨後在經自然史博物馆中的其他夜鷹標本比對之後，研究團隊發現該翅膀上的淡白色斑塊位置明顯與任何已知的其他夜鷹有所不同，並因此發表成種。
經發表後，隨即有研究者發表文章質疑該分類單元的有效性，稱他們未有考慮到夜鷹羽毛的個體變異性相當高，意即這可能僅為某種夜鷹的個體變異。但遭原團隊反駁斑塊位置已經遠超出與之最為相近平原夜鷹的合理變異範圍外，且資金更需要用在找尋活體而非基因分析上。而至今多數主流鳥類名錄（含世界鳥類學家聯合會及國際鳥盟的名錄等）認為此一物種的地位有效，是一個沒有亞種的單型種。

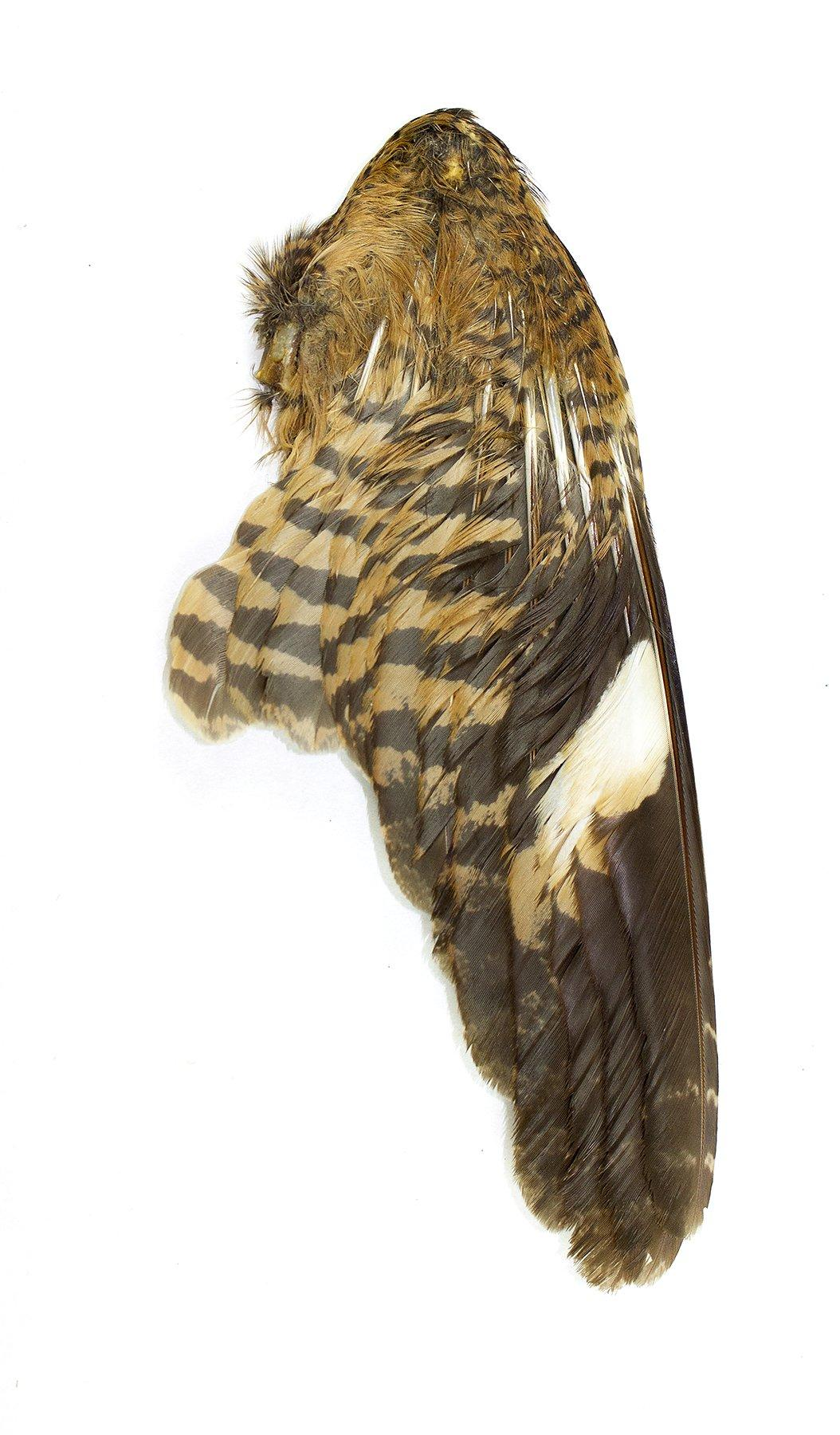
模式標本的內側

根據該片左翅，這個物種獲得了的學名，其種小名來自拉丁語的（只有、唯一）及（翅膀），意為「只有一片翅膀」。紀錄中，該夜鷹為紅棕色，尾端白色，推估體長有25公分。另一次找到但未有收集的屍體長相則類似於雌性的翎翅夜鷹。這個主體為棕褐色的翅膀上，靠近肘關節處有一塊明顯的白色或淺黃色斑塊，橫跨四片初級飛羽內外側。除了知道拾獲地點在一塊海拔1200公尺處，完全無樹的短草平原中之外，其他生態資料則完全不得而知。
截自2024年，内基萨夜鹰仍未有確切的活體報告出現，在2007年約200小時的夜間調查內未能發現該物種。但有目擊報告聲稱在2009年4月時於內基薩平原（Nechisar plain）發現數隻大型紅棕色夜鷹個體，其尾巴為白色，翅膀上有明顯的白色斑塊，但未能留下足夠清晰的照片辨別。而2017年的再次調查仍然無法找到其活體標本。
因其只有一片翅膀的標本，其族群狀態並不得而知，被認為是內基薩平原的特有種。但現在該平原正遭受家畜過度放牧、非法捕魚、伐木以及火災的威脅，因此在《國際自然保護聯盟瀕危物種紅色名錄》中，這個物種被列為易危物種。
2025年，一份於bioRxiv上發表的研究指出，該標本基因與其他53種非洲熱帶夜鷹的基因相比後，極有可能是一個雜交種，且也是分佈於舊世界的夜鷹中首次被確認的自然雜交紀錄。其樣本的粒線體DNA（代表母系）來自於旗翅夜鹰，而核DNA則是旗翅夜鹰與另一未有被基因定序的夜鷹，該未知父系根據型態上的分析被推斷可能是雀斑夜鹰。

## 延伸閱讀
- Head, Vernon R. L. . Pegasus Books. 2017. ISBN 9781681773476 （英语）.

## 外部連結
- 维基共享资源上的相關多媒體資源：内基萨夜鹰
- 維基物種上的相關：内基萨夜鹰
- 自然史博物馆中所收藏的内基萨夜鹰模式標本（英文）